# Dentobunus acuarius
Dentobunus acuarius is een hooiwagen uit de familie Sclerosomatidae.